# Фрунзарі
Фрунза́рі — курган (могила) на півдні Молдовської височини. Розташований в межах Кагульського району Молдови.
Знаходиться на східній околиці села Колібаши. Висота — 191 м. Курган вкритий степовою рослинністю.
| Молдова | Це незавершена стаття з географії Молдови. Ви можете допомогти проєкту, виправивши або дописавши її. |